# 1479-1470 v.Chr.
De jaren 1479-1470 v.Chr. (van de christelijke jaartelling) zijn een decennium in de 15e eeuw v.Chr..

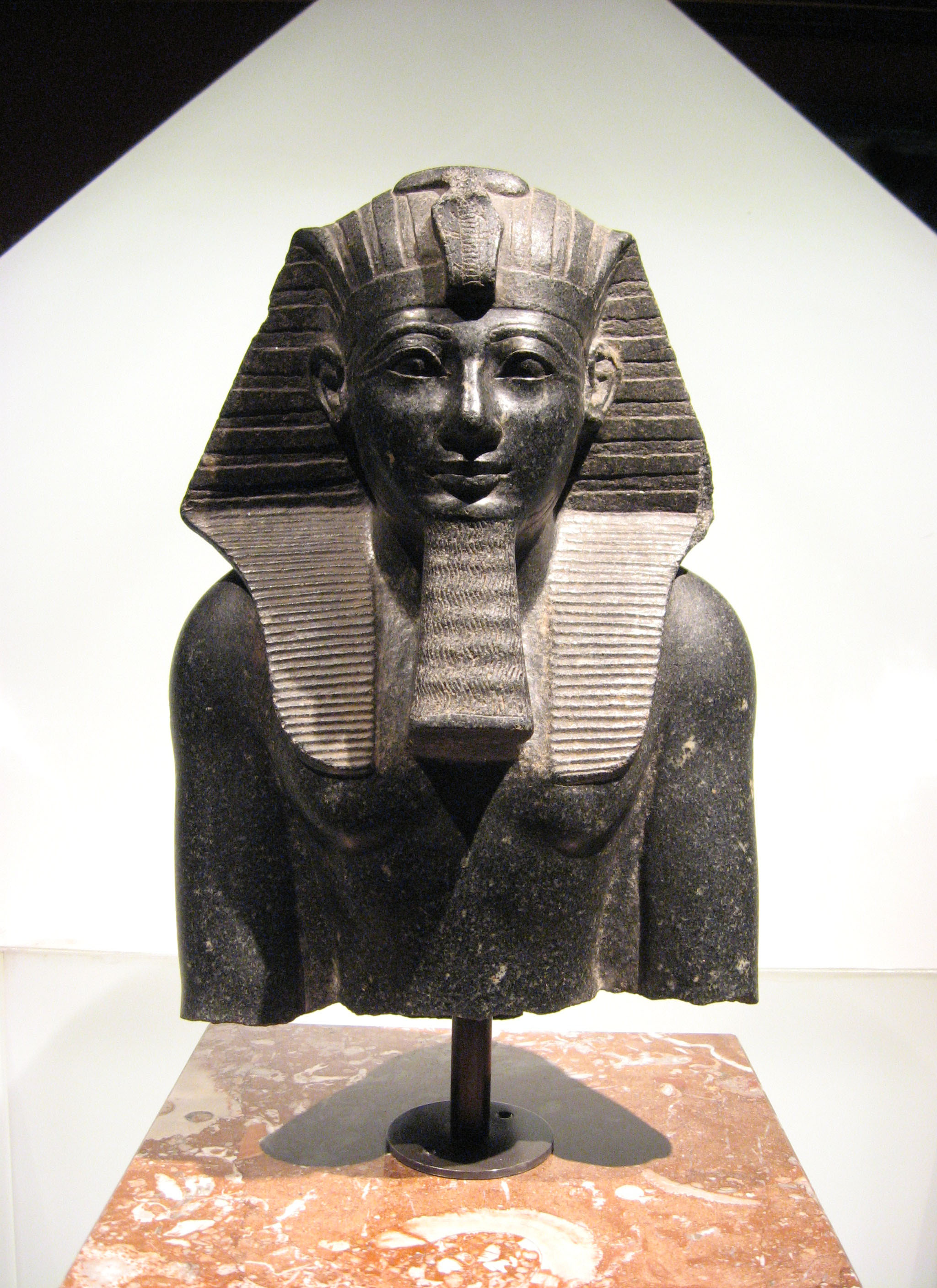
Farao Thoetmosis III

## Gebeurtenissen

### Europa
- 1479 - 1470 v.Chr. - In Barger-Oosterveld wordt het Tempeltje van Barger-Oosterveld gebouwd.

### Egypte
- 1479 v.Chr. - Koning Thoetmosis III (1479 - 1425 v.Chr.) wordt de zesde farao van de 18e dynastie van Egypte.
- Hatsjepsoet, weduwe van Thoetmosis II, wordt regent en gekroond als eerste vrouwelijke farao/koningin.
- 1470 v.Chr. - Hatsjepsoet stuurt een handelsmissie naar Punt op zoek naar wierook.

### Mesopotamië
- 1472 v.Chr. - Assyrië wordt ingelijfd door het Hurritische Rijk van Mitanni.
- 1470 v.Chr. - Koning Idrimi van Alalakh erkent koning Paratarna (1470 - 1447 v.Chr.) van Mitanni als zijn leenheer.

1499-1490 · 1489-1480 · 1479-1470 · 1469-1460 · 1459-1450 · 1449-1440 · 1439-1430 · 1429-1420 · 1419-1410 · 1409-1400 · >>